# Pierre Beaumirault
La pierre Beaumirault est un menhir situé à Bruyères-le-Châtel, dans le département de l'Essonne, dans le sud de la région parisienne, en France. Il est inscrit au titre des monuments historiques depuis 1978.

## Caractéristiques
La pierre Beaumirault est un menhir, érigé sur l'actuelle commune de Bruyères-le-Châtel dans l'Essonne, au sud du village, près de la limite avec Breuillet et Égly. Il s'élève dans une zone boisée sur une petite presqu’île artificielle créée sur la rive sud-ouest de l'Orge par le creusement d’un bassin de retenue dit bassin de Trévoix.
Il est constitué d'un bloc de grès de Fontainebleau, grossièrement triangulaire, d'environ 1,90 m de hauteur, large de 2 m à la base et épais de 0,25 m à 0,70 m. Il est fortement incliné « depuis une date inconnue mais ancienne ». Il s'enfoncerait dans le sol sur au moins 1,5 m de profondeur

## Historique
Le menhir date du Néolithique. À l'époque moderne, il est mentionné sur les cartes dès 1619, sous le nom de pierre du Beau Miroir, déformé ensuite en Beaumirault ou Mirou. Il est inscrit au titre des monuments historiques le 7 septembre 1978. Le site est propriété de la commune.

## Folklore
Selon G. Courty, le menhir est associé à la légende de Gargantua. Selon une version, le menhir était un caillou glissé dans sa chaussure dont il se serait débarrassé à cet endroit. Dans une autre version, la pierre serait un étron pétrifié du géant.